# Tolochenaz
Tolochenaz je obec na jihozápadě Švýcarska v kantonu Vaud. Leží na břehu Ženevského jezera. Žije zde přibližně 1 900 obyvatel.

## Geografie

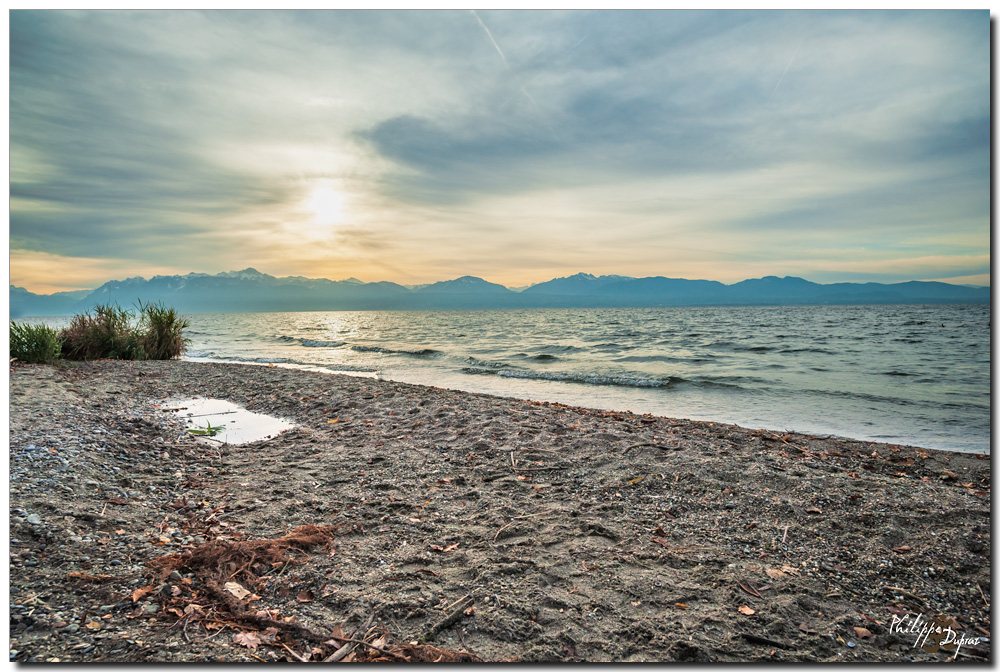
Břeh Ženevského jezera v obci

Obec Tolochenaz leží v nadmořské výšce kolem 423 metrů, vzdušnou čarou 2 km západně od okresního města Morges. Obec se nachází ve Vaudské náhorní plošině; asi 50 m nad hladinou Ženevského jezera a nabízí dobrý výhled na jezero.
Katastr obce o rozloze 1,6 km² se rozkládá na severním břehu Ženevského jezera. Obec se rozprostírá od břehu jezera severozápadně přes plochý okraj břehu k náhorní plošině Tolochenazu, která je s výškou 430 metrů nad mořem nejvyšším bodem v obci. Na jihu oblast zasahuje k potoku Boiron de Morges, který se do jezera vlévá malým aluviálním vějířem. Z celkové rozlohy je 0,55 km² neboli 34,6 % využíváno k zemědělským účelům, zatímco 0,11 km² neboli 6,9 % je zalesněno. Z ostatní půdy je 0,91 km² neboli 57,2 % osídleno (budovy nebo cesty) a 0,02 km² (4,9 akrů) neboli 1,3 % je neproduktivní půda. V zastavěném území tvořily průmyslové budovy 11,3 % celkové plochy, zatímco bydlení a budovy 25,8 % a dopravní infrastruktura 15,7 %. zatímco parky, zelené pásy a sportoviště tvořily 3,8 %. Z lesních pozemků je 3,8 % celkové plochy silně zalesněno a 3,1 % je pokryto sady nebo malými skupinami stromů. Ze zemědělské půdy je 17,0 % využíváno pro pěstování plodin a 3,1 % tvoří pastviny, zatímco 14,5 % je využíváno pro sady nebo vinnou révu.
Tolochenaz zahrnuje rozsáhlou obchodní a průmyslovou zónu na západním okraji Morges. Sousedními obcemi jsou Chigny, Lully, Morges a Saint-Prex. Zástavba Tolochenaz a Morges ve 21. století téměř dokonale srostla téměř bez jakýchkoli volných ploch.

## Historie

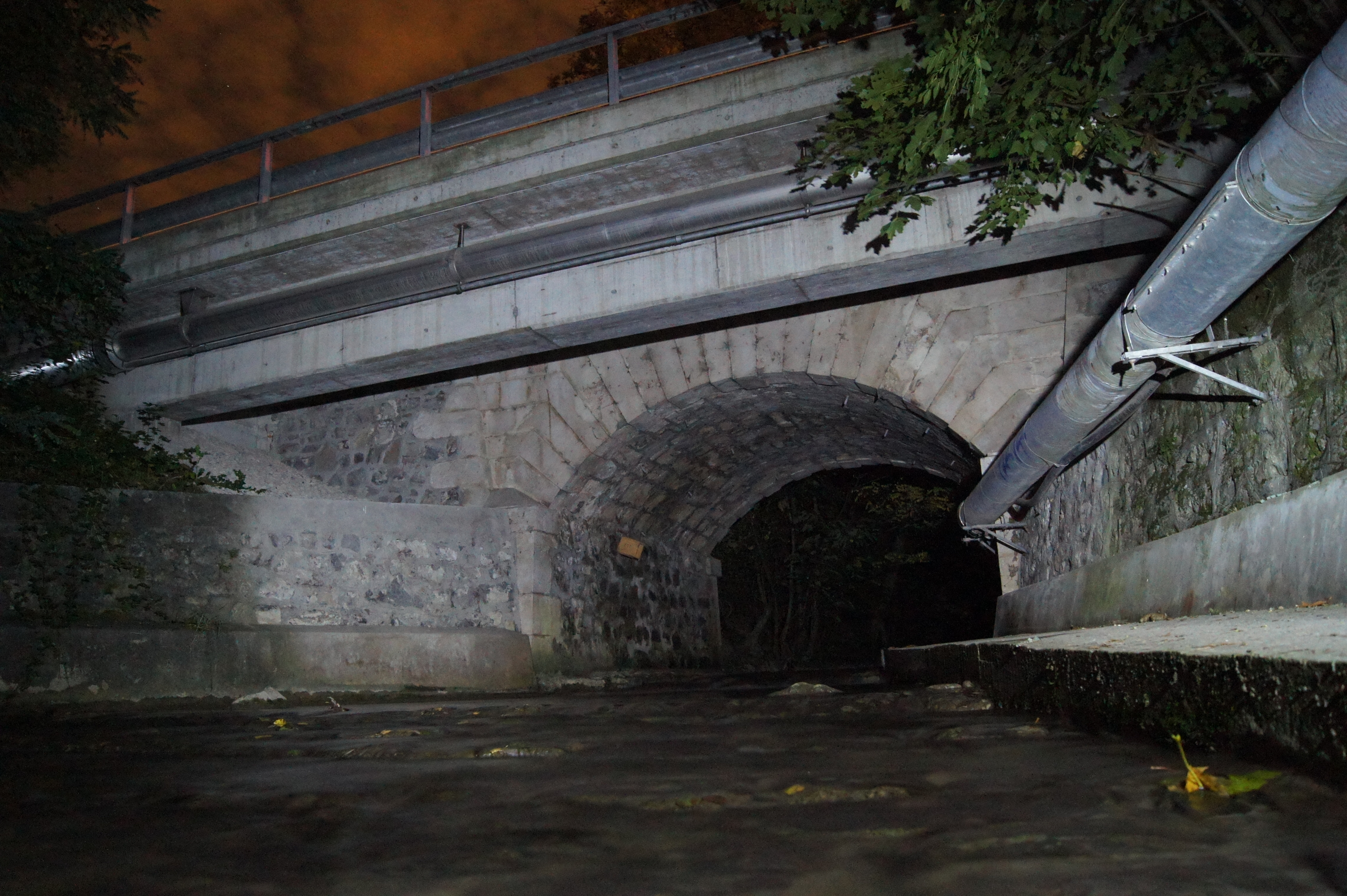
Most přes řeku Boiron

V obci Tolochenaz byly nalezeny hroby z doby bronzové. Z období antického Říma se dochoval jeden milník silnice a zdivo mostu před řeku Boiron. Keltové kmene Helvéciů byli až do pádu Římské říše Římanům podřízeni. K dědictví této kultury se obec hlásí svým znakem.
S první písemnou zmínkou z roku 561 pod názvem Tolochina patří Tolochenaz k nejstarším doloženým místům v regionu. Později se objevila jména Tolochene (593), Tolochino (1173), Tolozzina (1221) a Tholochinaz (1313). 
Christianizace v předrománské době vedla v roce 962 k tomu, že obec byla začleněna pod správu kapituly v Lausanne. Svou dosavadní dominanci začala ztrácet po založení města Morges ve 13. století a po dobytí Vaudu Bernem v roce 1536 se Tolochenaz dostal pod správu panství Morges. 
Po pádu Staré konfederace a nastolení Helvétské republiky v letech 1798–1803 patřila obec přechodně k nově vytvořenému kantonu Léman, který byl po zavedení nové ústavy sloučen s kantonem Vaud. Obec zůstala součástí starého okresu Morges až do jeho zrušení 31. srpna 2006, kdy byly upraveny jeho administrativní hranice.

## Obyvatelstvo
Vývoj počtu obyvatel mezi lety 1850–2000:
Podle údajů z roku 2008 zde žilo 26,8 % cizinců. Většina obyvatel k roku 2000 hovořila francouzsky (1386 osob, tj. 84,2 %), druhou nejčastější řečí byla němčina (85 osob, tj. 5,2 %) a třetí portugalština (42 osob, tj. 2,6 %). Italsky mluvilo 39 osob a 1 osoba rétorománsky.

## Hospodářství

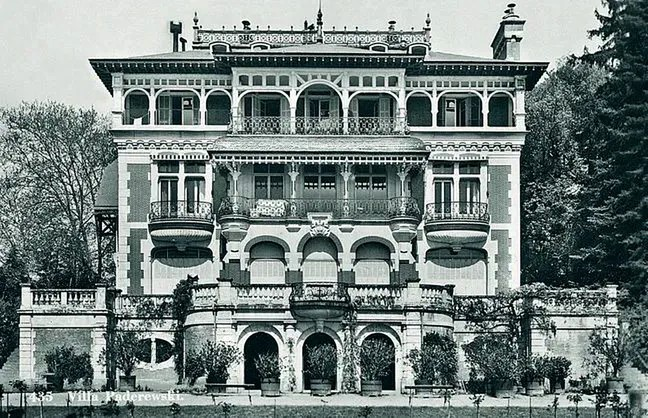
Vila Riond-Bosson, sídlo Jana Paderewského

Až do poloviny 20. století byl Tolochenaz převážně zemědělskou obcí. Zemědělství má dnes ve struktuře zaměstnanosti obyvatelstva jen okrajový význam. Převládají malé vinice a ovocné sady.
Od 60. let 20. století se mezi železniční tratí a dálnicí vytvořil rozsáhlý průmyslový a obchodní areál, který výrazně změnil hospodářskou strukturu obce. V současnosti tvoří jeden urbanistický celek Morges-Tolochenaz, v němž sídlí významné společnosti v dopravním průmyslu (Friderici SA), stavebnictví a od roku 1995 společnost Medtronic (zdravotní technika). Další obyvatelé dojíždějí za prací do Lausanne. Od 60. let se obec díky své atraktivní poloze rozvinula v rezidenční obec s vilovou kolonií. 

## Doprava
Obec má dobré dopravní spojení. Centrum města je na hlavní silnici z Morges do Bière. Dálniční křižovatka Morges-Ouest na dálnici A1 (Ženeva–Lausanne), která byla otevřena v roce 1964 a protíná obec, je asi 1 km od města. 14. dubna 1858 byla otevřen úsek Morges–Coppet železniční trati Lausanne–Ženeva se stanicí v Tolochenaz. Stanice leží mimo centrum obce, od prosince 2011 pro nízkou poptávku byla ukončena osobní doprava. Tolochenazem projíždí poštovní autobusové linky na trase z Morges do Lavigny a navazují na vlaky na vlakovém nádraží Morges.

## Vzdělání
Tolochenaz má školu a učební obor stavebních řemesel École Vaudoise de la Construction.

## Osobnosti

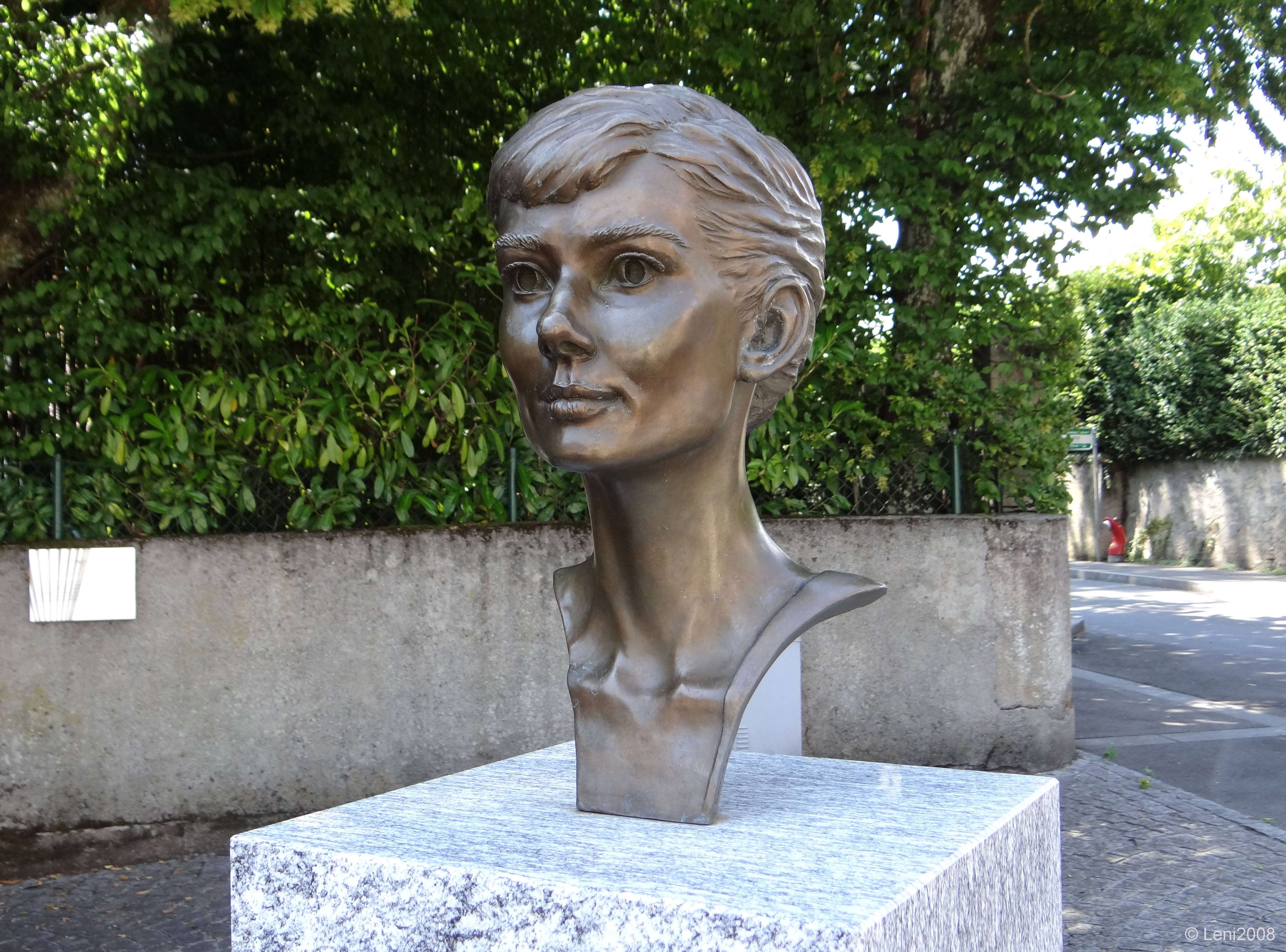
Busta Audrey Hepburnové v Tolochenazu

- Ignacy Jan Paderewski (1860–1941), polský klavírista, žil v obci
- George London (1920–1985) kanadský zpěvák, barytonista; žil zde
- Zizi Jeanmaire (1924–2020), baletka, zpěvačka a komediální herečka, žila a zemřela zde
- Audrey Hepburnová (1929–1993), britská herečka a humanitární pracovnice, žila zde v letech 1963–1993 a je zde pohřbena
- Nicolai Gedda švédský tenorista (1925–2017), žil zde